# 汪镗
汪镗（1512年—1588年），初名镗孙，后改名镗，字振宗，号远峰，浙江宁波府鄞县人，軍籍，明朝大臣。

## 生平
嘉靖十三年（1534年），汪镗二十三歲中式甲午科浙江乡试第六十三名举人，嘉靖二十六年（1547年）丁未科會試第十一名，殿試登二甲第二名进士及第，选为庶吉士，二十八年授翰林院编修。三十二年充癸丑科會試同考官，三十三年教习内書堂，三十八年升侍读，尋管理文官誥敕，四十一年再充壬戌科會試同考官，同年十月升左春坊左谕德，往视南京翰林院篆，明年署任南京国子监事，四十三年主考應天府乡试，四十四年再任乙丑科會試同考官，四十五年升国子监祭酒，同年十一月推升南京工部右侍郎，隆慶元年（1567年）正月考察，改别衙门用。隆慶三年起补南京太僕寺卿，自陳乞罷不允，随丁内艰。五年服阕，復任南京工部侍郎，六年五月改任南京礼部右侍郎，其秋召赴北京任礼部右侍郎，管国子监事，充经筵讲官。萬曆元年（1573年）升礼部左侍郎，充实录副总裁，五年八月改任吏部左侍郎，署詹事府詹事，教习庶吉士。《世宗实录》修成，升礼部尚书兼翰林院学士。万历六年因病乞休，四次上疏得以准许，七年（1579年）12月初一，因年老体衰多病辞官还乡。十年后，于万历十六年（1588年）11月20日在家中去世，享年77岁。学识渊博，为人笃实持重，文风简洁。

## 著作
- 《余清堂稿》（又名《馀晴堂稿》，四明汪镗著），32卷行于世，已佚，收入于《四库总目》。

## 家族
曾祖汪公憲。祖父汪溶卿。父汪子晁。母丁氏。慈侍下。兄汪金孫。弟汪鐈孫。子宏凯、宏裕，俱生员；宏謨，监生。